# Мікашевичі
Мікаше́вичі (біл. Мікашэ́вічы) — місто в південній частині Білорусі, у Лунинецькому районі Берестейської області, залізнична станція на лінії Лунинець — Калінковичі. Відстань до райцентру — 54 км, до обласного центру — Берестя — 282 км, 100 км на схід від Пінська, до Мінська — 199 км, до Гомеля — близько 280 км. З'єднаний трасою Мікашевичі-Мінськ зі столицею Білорусі і трасою Берестя-Брянськ з Берестям і Гомелем. Знаходиться за 3 кілометри від річки Случ та за 8 км від річки Прип'ять. З Прип'яттю з'єднаний судноплавним каналом «Мікашевичі», є річковий порт.
У місті працюють великі підприємства «Граніт» і «Спецжелезобетон». Розробляється друге за величиною у світі родовище граніту (кар'єр 2х3 км, 130 м в глибину, край якого знаходиться за кілометр від міста).
У місті діють 3 середніх школи, гімназія ім. Недведського, Палац культури, Спортивно-оздоровчий комплекс з плавальним басейном, санаторій-профілакторій «Світанок». Харчова промисловість. Готель. Церква Різдва Івана Предтечі.

## Історія
З 1921 року у складі Польщі, з 1939 року у БРСР, в 1940 році надано статус смт, з 1960 року в Лунинецькому районі.
На початку 60-х років ХХ століття промислове та цивільне будівництво в Білорусі, реконструкція залізниць і прокладання автомобільних магістралей з твердим покриттям вимагало дуже багато будівельних матеріалів, у тому числі щебінь які завозилися в країну з невеликих підприємств України, але забезпечити потреби не могли.
Південна білоруська геологічна експедиція підтвердила великі запаси будівельного каменя і був вибраний майданчик в Мікашевичах для комбінату нерудних матеріалів «Граніт». Перша черга комбінату була здана в 1974 році, друга і третя відповідно — в 1976 і 1977-му роках. Четверта технологічна лінія, з пуском якої потужність підприємства досягла 7,6 мільйонів м³ щебеню в рік, введена в дію в 1987 році.
Місто з 2005 року. У 2007 році Україна і Білорусь розглянути питання про підписання угоди, яка б відкрила шлях для української електроенергії через Білорусь у Литву, Латвію і Польщу після будівництва нових ліній електропередачі від Рівненської АЕС до підстанції у Мікашевичах.

## Населення
За переписом населення Білорусі 2009 року чисельність населення міста становила 13 016 осіб.

### Національність
Розподіл населення за рідною національністю за даними перепису 2009 року:
| Національність                | Осіб  | Відсоток |
| ----------------------------- | ----- | -------- |
| білоруси                      | 12113 | 93,06 %  |
| росіяни                       | 634   | 4,87 %   |
| українці                      | 176   | 1,35 %   |
| поляки                        | 39    | 0,30 %   |
| національність не повідомлена | 6     | 0,05 %   |
| татари                        | 5     | 0,04 %   |
| німці                         | 5     | 0,04 %   |
| національність не вказана     | 5     | 0,04 %   |
| узбеки                        | 4     | 0,03 %   |
| чуваші                        | 4     | 0,03 %   |
| вірмени                       | 2     | 0,02 %   |
| литовці                       | 2     | 0,02 %   |
| молдовани                     | 2     | 0,02 %   |
| мордва                        | 2     | 0,02 %   |
| таджики                       | 2     | 0,02 %   |
| болгари                       | 2     | 0,02 %   |
| башкири                       | 2     | 0,02 %   |
| удмурти                       | 2     | 0,02 %   |
| карели                        | 2     | 0,02 %   |
| фіни                          | 2     | 0,02 %   |
| азербайджанці                 | 1     | 0,01 %   |
| латиші                        | 1     | 0,01 %   |
| марійці                       | 1     | 0,01 %   |
| аварці                        | 1     | 0,01 %   |
| ненці                         | 1     | 0,01 %   |
| Разом                         | 13016 | 100 %    |

## Відомі люди
- Світлана Тихановська — білоруська політична діячка,кандидатка у Президенти Білорусі на виборах 9 серпня 2020 року.